# Thunderball
Thunderball, på dansk Agent 007 i ilden, er en britisk actionfilm fra 1965. Filmen er den fjerde i EON Productions' serie om den hemmelige agent James Bond, der blev skabt af Ian Fleming. Filmen er baseret på Flemings roman Thunderball.
Romanen blev filmatiseret igen i 1983 udenfor EON Productions' serie af Kevin McClory og med titlen Never Say Never Again. Hovedrollen som James Bond spilles dog af Sean Connery i begge film.

## Plot
Terrororganisationen SPECTRE kaprer to brintbomber fra et RAF Avro Vulcan-bombefly og kræver løsepenge for ikke at detonere dem. Bond har en mistanke om, at flyet kan være ført til Bahamas. Her holder SPECTRE-manden Emilio Largo til, og han er bestemt ikke interesseret i Bonds nærgående undersøgelser. Bond forfører Largos elskerinde Domino men må samtidig trodse flere attentatforsøg.

## Medvirkende
- Sean Connery – James Bond
- Adolfo Celi – Emilie Largo
- Claudine Auger – Domino Derval
- Rik Van Nutter – Felix Leiter
- Luciana Paluzzi – Fiona Volpe
- Martine Beswick – Paula Caplan
- Guy Doleman – Grev Lippe
- Molly Peters – Patricia Fearing
- Bernard Lee – M
- Desmond Llewelyn – Q
- Lois Maxwell – Miss Moneypenny

## Hjælpemidler
- Ur med geigertæller – Diskret hjælpemiddel til jagt på atombomber.
- Undervandskamera – En af de første af sin slags og tillige forsynet med infrarød film og geigertæller.
- Radioaktiv pille – Bond sluger denne pille, da han bliver fanget i en hule. Derved varsles Leiter, der så tager ud for at finde ham.
- Bell Jet Pack – Bond bruger et mindre stativ med jetmotor til at flygte med i starten af filmen.
- Motorcykel med raketter – Fiona Volpe forsøger uden held at dræbe Bond med denne.
- Disco Volante – Largos veludstyrede yacht. Udover almindelige bekvemmeligheder og udstyr til tyveri og omplacering af atombomberne har den også mulighed for at deles i to.

## Lokaliteter i filmen
- Paris
- London
- Shrublands Health Farm, England
- Nassau, Bahamas

## Optagesteder
- Pinewood Studios, England
- Silverstone Circuit, England
- Château d'Anet og Paris, Frankrig
- Nassau, Paradise Island, Bahamas

## Titel-melodi
| Film:       | År:  | Musikansvarlig: | Sangtitel:         | Komponeret af:         | Fremført af: |
| ----------- | ---- | --------------- | ------------------ | ---------------------- | ------------ |
| Thunderball | 1965 | John Barry      | Thunderball (sang) | John Barry & Don Black | Tom Jones    |